# 群馬県道・栃木県道278号中野福居線

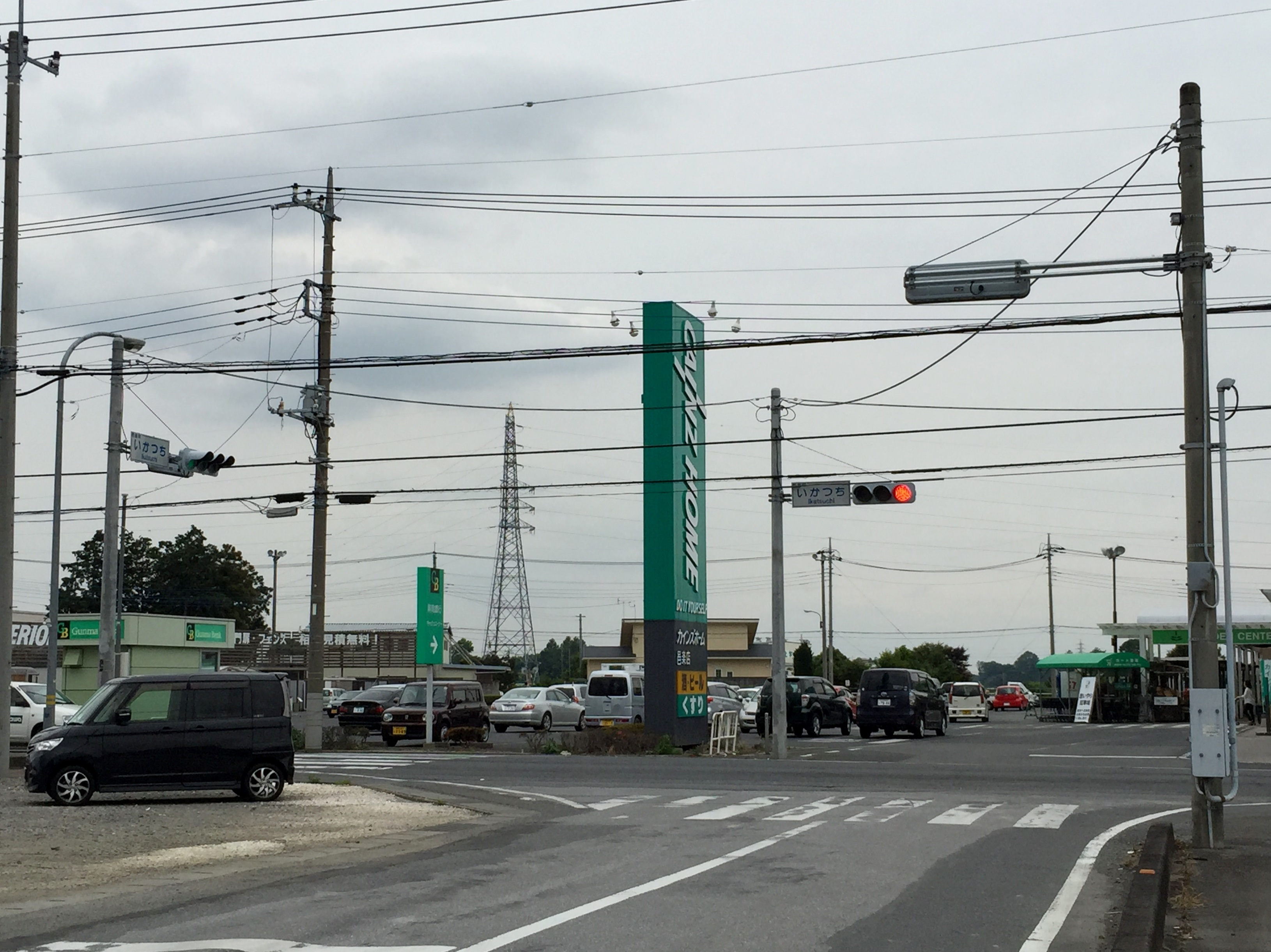
邑楽町・いかつち交差点
（起点、2015年6月）

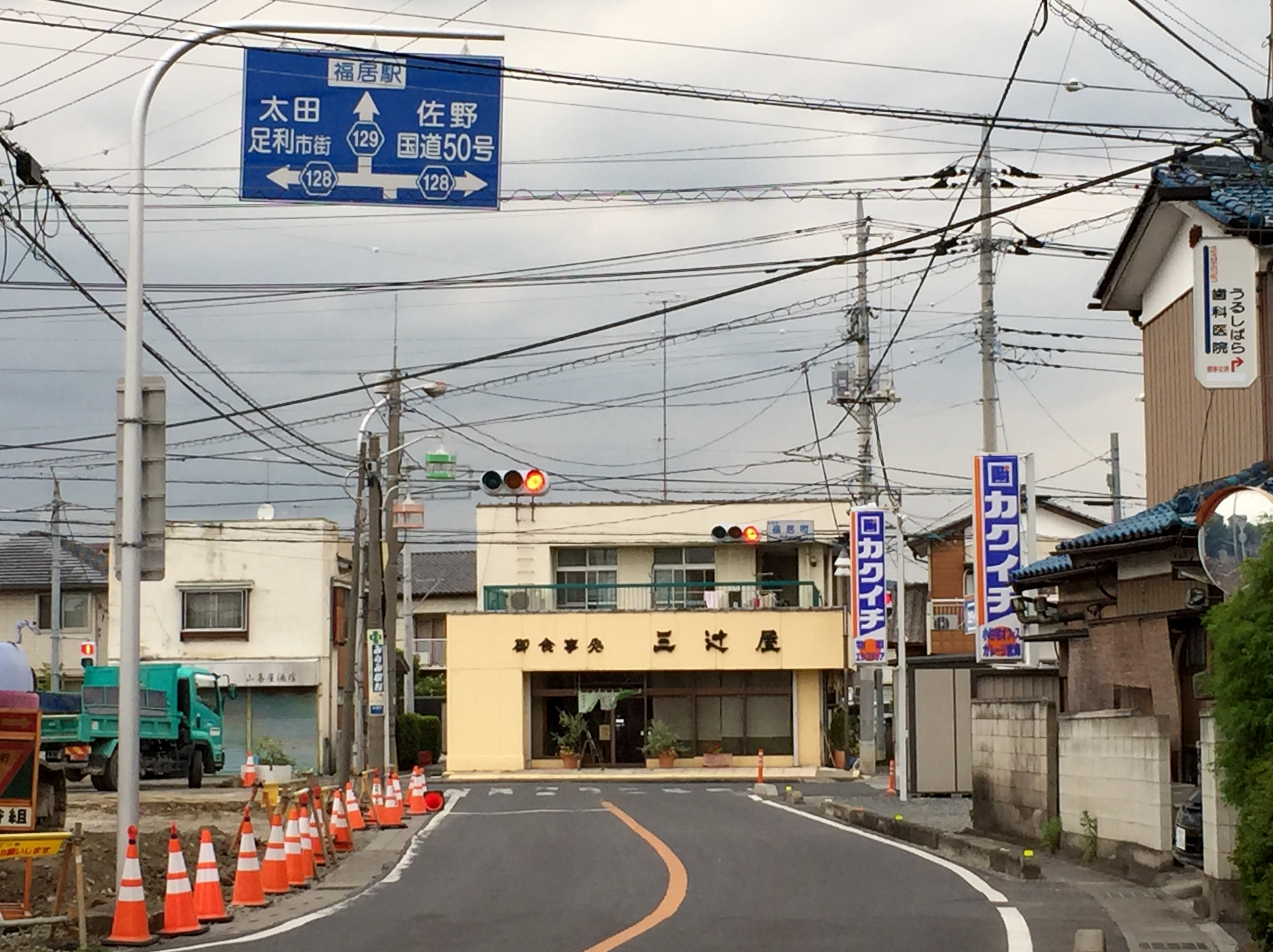
足利市・福居町交差点
（終点、2015年6月）

群馬県道・栃木県道278号中野福居線（ぐんまけんどう・とちぎけんどう278ごう なかのふくいせん）は、群馬県邑楽郡邑楽町から栃木県足利市に至る一般県道である。

## 概要
本路線は、邑楽町大字中野から足利市羽刈町や県町を経由しながら北西方向に進み、足利市福居町の福居駅付近までを結ぶ路線である。起点（いかつち交差点）から県境（小曽根橋）までは距離が160m程度であるため、本路線が群馬県内を通過する距離はごくわずかである。
かつては栃木県道20号足利邑楽行田線と栃木県足利市羽刈町 - 県町で重複していたが、同20号の旧道が足利市道に移管されたため、重複区間は無い。

### 路線データ
- 総延長 : 4.8822km（群馬県区間 : 0.1622km[1]、栃木県区間 : 4.720km[2]）
- 実延長 : 4.8422km（群馬県区間 : 0.1622km[1]、栃木県区間 : 4.680km[2]）
- 起点 : 群馬県邑楽郡邑楽町大字中野（いかつち交差点＝国道122号、群馬県道2号前橋館林線交点）
- 終点 : 栃木県足利市福居町（福居町交差点＝栃木県道128号佐野太田線交点）

## 歴史
- 1959年（昭和34年）10月30日 - 群馬県区間が認定される[1]。
- 1961年（昭和36年）4月1日 - 栃木県区間が認定される[2]。
- 2008年（平成20年）4月1日 - 路線名が「中野御厨線」から「中野福居線」へと変更される[2]。

## 地理

### 通過する自治体
- 群馬県
  - 邑楽郡邑楽町
- 栃木県
  - 足利市

### 交差する道路
- 栃木県道20号足利邑楽行田線（足利市羽刈町・羽刈町交差点）

### 交差する河川
- 矢場川（小曽根橋、邑楽町大字中野 - 足利市小曽根町）

### 沿線
- 足利市立筑波小学校（足利市小曽根町）
- 八坂工業団地（足利市羽刈町）
- あがた工業団地（足利市県町/島田町）
- 足利市立協和中学校（足利市百頭町）
- 足利市立御厨小学校（足利市福居町）
- 東武伊勢崎線福居駅（足利市福居町）